# Géographie des Ardennes
 (signalé en juin 2025).
Si vous disposez d'ouvrages ou d'articles de référence ou si vous connaissez des sites web de qualité traitant du thème abordé ici, merci de compléter l'article en donnant les références utiles à sa vérifiabilité et en les liant à la section « Notes et références ».
- Archive Wikiwix
- Bing
- Cairn
- DuckDuckGo
- E. Universalis
- Gallica
- Google
- G. Books
- G. News
- G. Scholar
- Persée
- Qwant
- (zh) Baidu
- (ru) Yandex
- (wd) trouver des œuvres sur Wikidata

La département des Ardennes se situe dans le nord-est de la France. Il est bordé par l'Aisne à l'ouest, la Marne au sud, la Meuse à l'est et la frontière avec l'Allemagne au nord.

## Géographie physique
| \| Argonne Champagne crayeuse Porcien Ardenne Thiérache Massif ardennais L'Aisne La Meuse La Chiers La Sormonne \| Carte topographique et localisation des régions naturelles dans le département |
| Argonne Champagne crayeuse Porcien Ardenne Thiérache Massif ardennais L'Aisne La Meuse La Chiers La Sormonne                                                                                      |

Paysages des Ardennes :
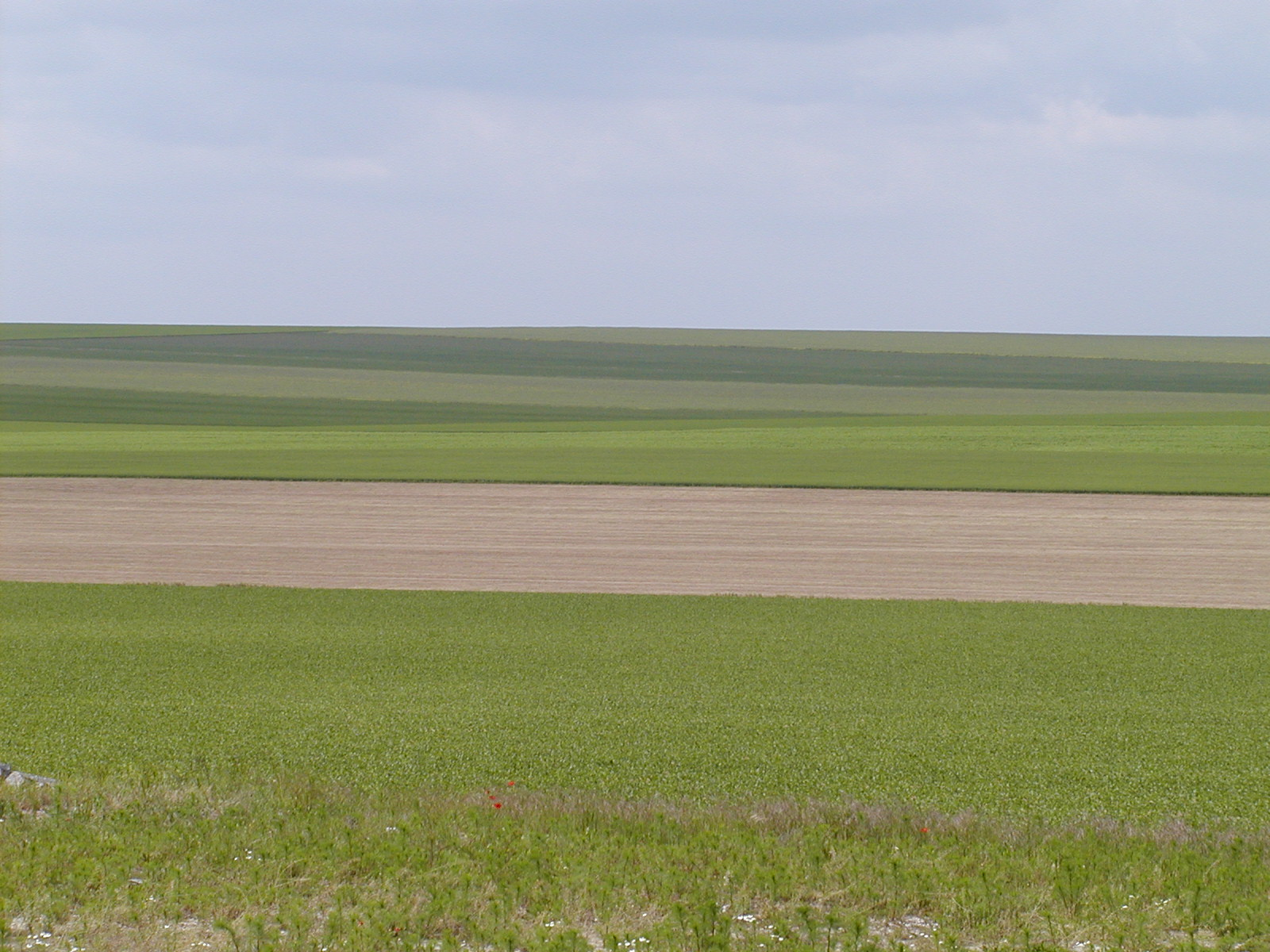
Un paysage typique de la Champagne crayeuse dans le sud du département.
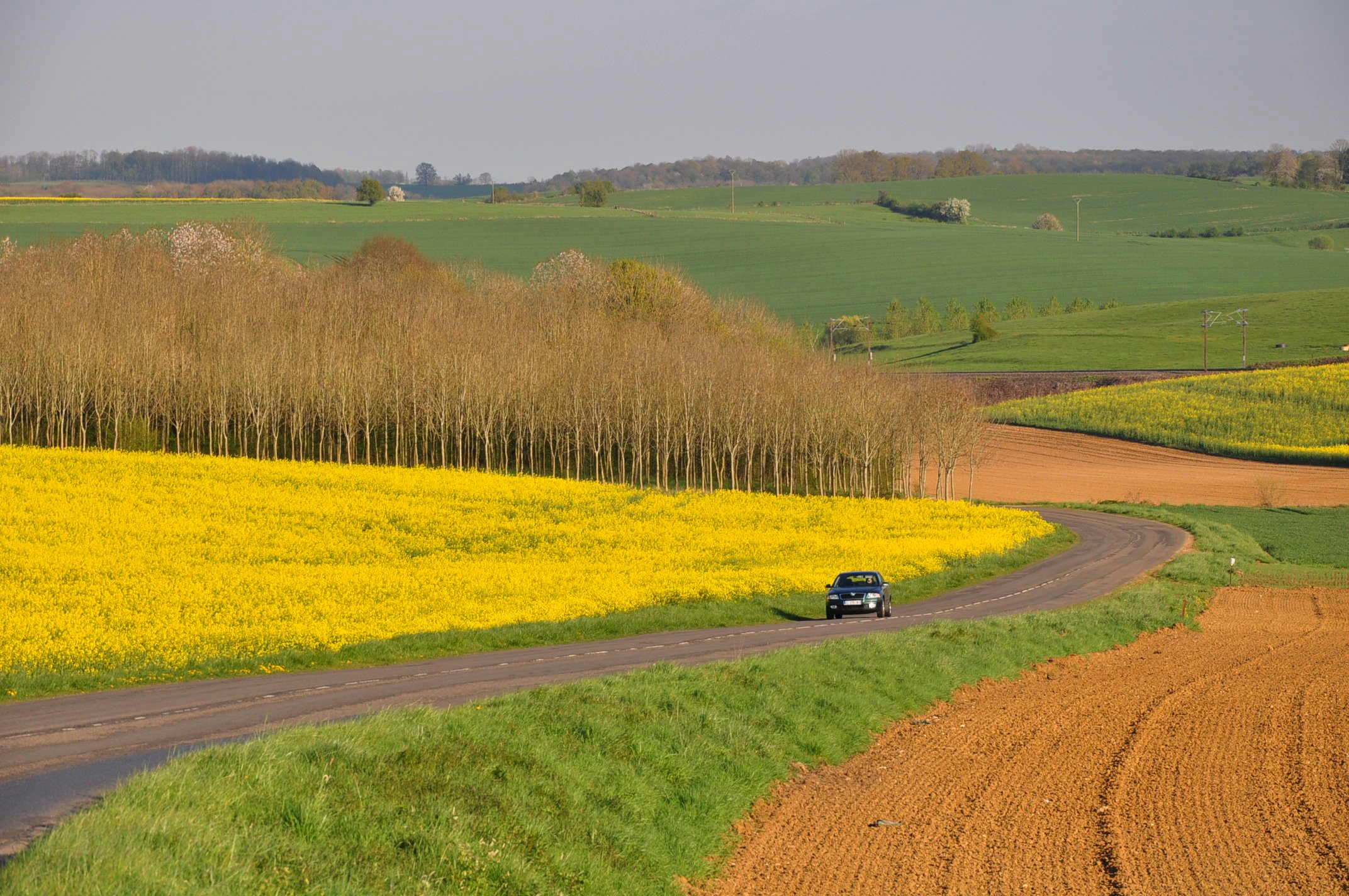
Printemps près de Logny-Bogny dans le nord-ouest.
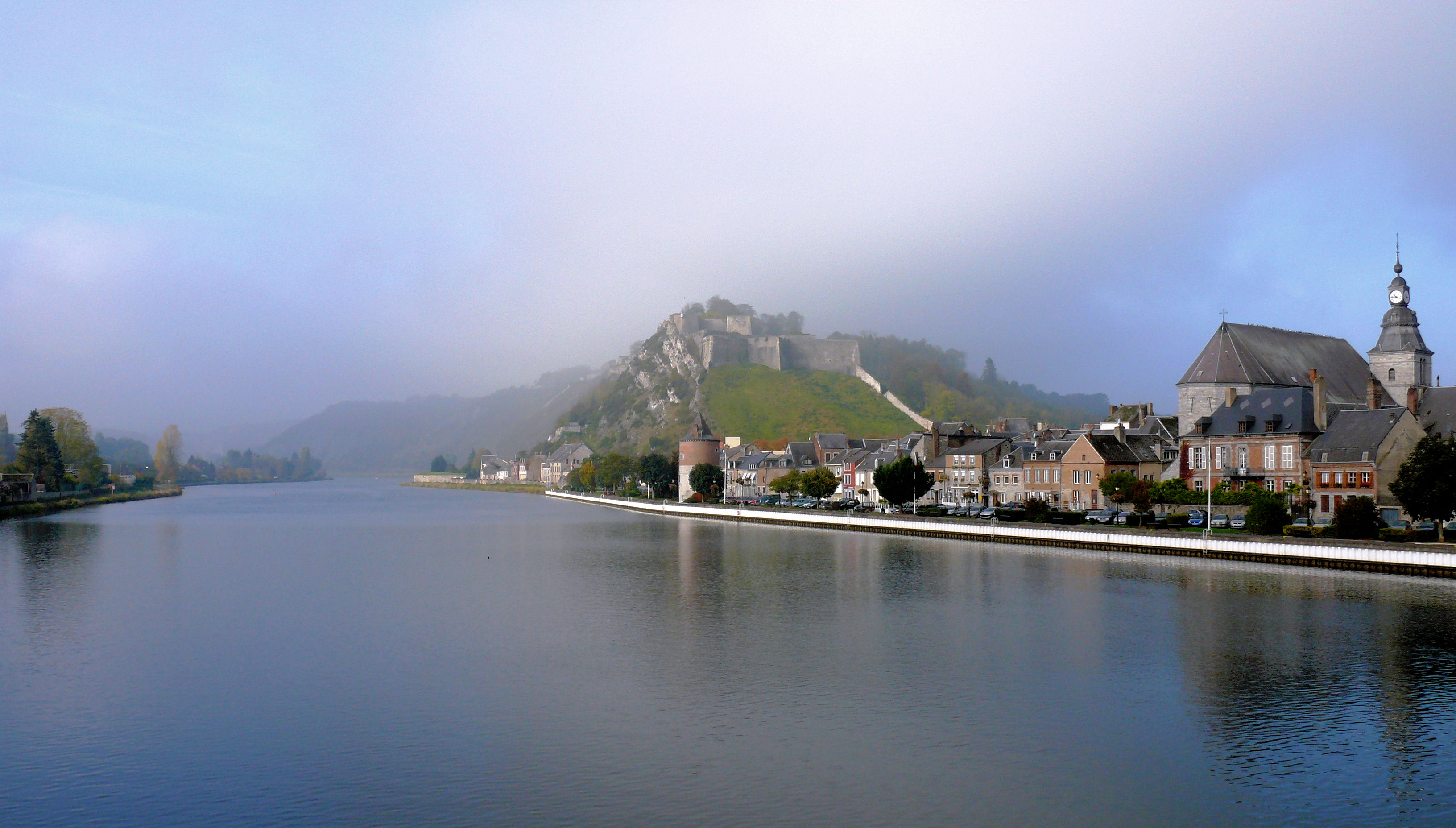
Vue de la vallée de la Meuse dans le nord du département à Givet.
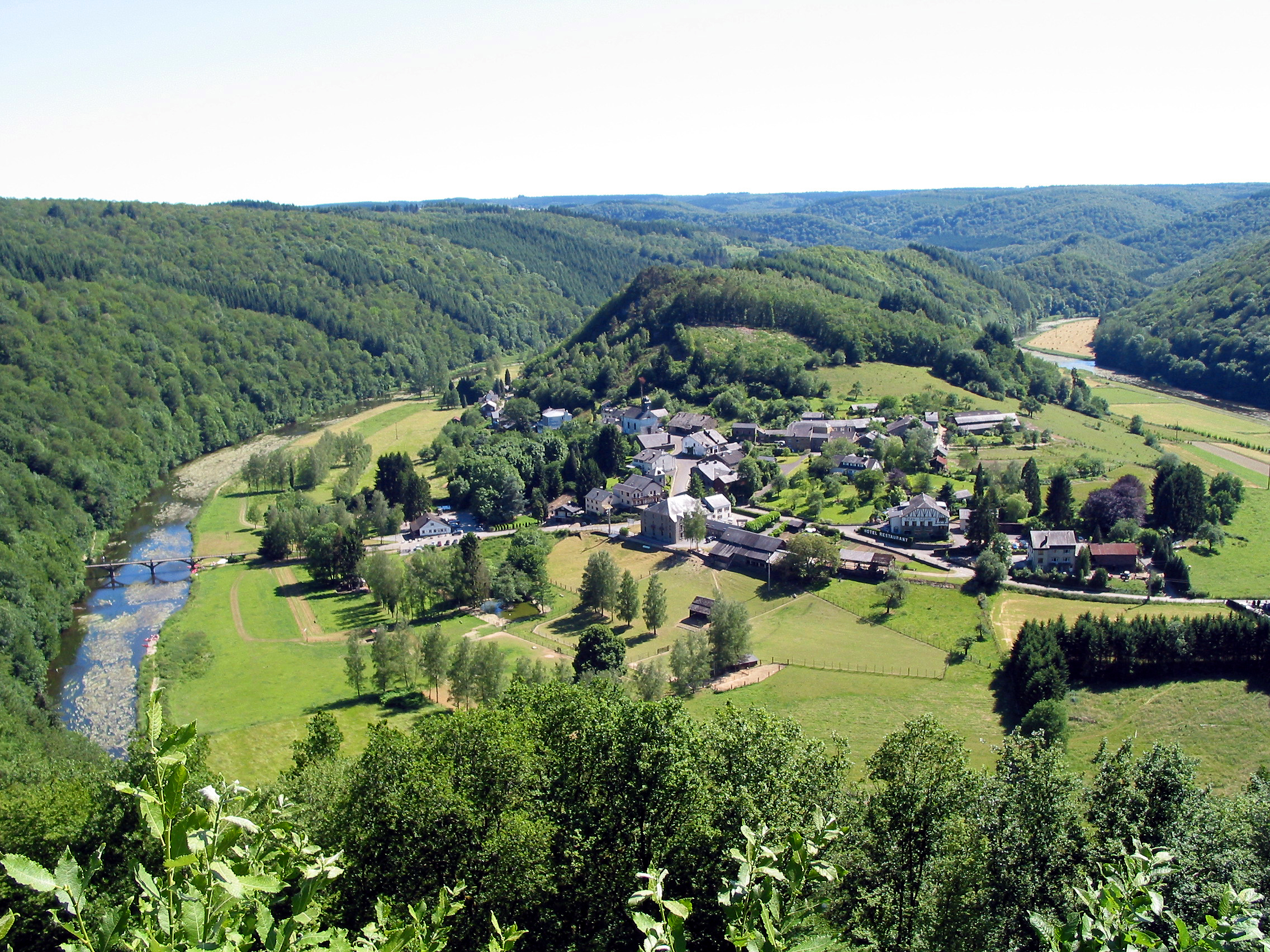
Paysage caractéristique de l'Ardenne, ici Frahan sur le versant Belge du massif ardennais

### Relief
Le département doit son nom à une vaste région naturelle, l'Ardenne, plateau profondément entaillé par la Meuse et ses nombreux affluents, qui s'étend surtout sur la partie wallonne du sud de la Belgique, mais aussi au Luxembourg ainsi qu'en l'Allemagne (Eifel) et, ailleurs en France, au nord du département voisin de la Meuse en Lorraine.
Son point culminant dans le département est situé sur le versant méridional de la Croix-Scaille (situé entre la commune française des Hautes-Rivières et la commune belge de Gedinne) à 504 m d'altitude.